# Кедровка (Томская область)
Кедро́вка — посёлок в Бакчарском районе Томской области России. Входит в состав Парбигского сельского поселения.

## История
Была основана в 1897 году. По данным 1926 года в заимке Кедровка имелось 22 хозяйства и проживало 105 человек (51 мужчина и 54 женщины, в основном — русские). В административном отношении заимка входила в состав Кучумовского (Парбигского) сельсовета Чаинского района Томского округа Сибирского края.
В непосредственной близости от позднее построенной д. Кедровка, ниже по левому берегу р. Парбиг, в начале XX в. проживали коренные жители — южные селькупы (заимка Ипокова).

## География
Посёлок находится в южной части Томской области, в пределах Васюганской равнины, на берегах реки Кедровка (приток реки Парбиг), на расстоянии примерно 50 километров (по прямой) к западу-северо-западу (WNW) от села Бакчар, административного центра района. Абсолютная высота — 101 метр над уровнем моря.

### Часовой пояс
Посёлок Кедровка, как и вся Томская область, находится в часовой зоне МСК+4. Смещение применяемого времени относительно UTC составляет +7:00.

## Население
| 2002 | 2010 | 2012 | 2013 | 2014 | 2015 | 2021 |
| ---- | ---- | ---- | ---- | ---- | ---- | ---- |
| 147  | ↘58  | ↘54  | ↘49  | ↗51  | ↘47  | ↘18  |

Гендерный состав
По данным Всероссийской переписи населения 2010 года в гендерной структуре населения мужчины составляли 58,6 %, женщины — соответственно 41,4 %.
Национальный состав
Согласно результатам переписи 2002 года, в национальной структуре населения русские составляли 86 %.

## Улицы
Уличная сеть посёлка состоит из двух улиц.